# Copa del Rei de futbol 1927
La Copa del Rei de futbol 1927 va ser la 25ena edició de la Copa d'Espanya.

## Detalls
La competició es disputà entre el 27 de febrer i el 3 d'abril de 1927.
Equips classificats:
- Aragó: Iberia SC, Zaragoza CD
- Astúries: Sporting de Gijón, Fortuna de Gijón
- Cantàbria: Racing de Santander, Gimnástica de Torrelavega
- Castella i Lleó: Real Unión Deportiva, CD Español
- Catalunya: FC Barcelona, CE Europa
- Extremadura: CD Extremeño, Patria FC
- Galícia: Celta de Vigo, Deportivo de La Coruña
- Guipúscoa: Real Unión, Reial Societat
- Múrcia: Real Murcia, Cartagena FC
- Regió Centre: Reial Madrid, Athletic Madrid
- Regió Sud: Sevilla FC, Real Betis
- País Valencià: València CF, CE Castelló
- Biscaia: Athletic Bilbao, Arenas Club de Getxo

## Fase de grups

### Grup 1
| Equip        | PJ | G | E | P | GF | GC | Pts |
| ------------ | -- | - | - | - | -- | -- | --- |
| Reial Madrid | 4  | 3 | 0 | 1 | 20 | 9  | 6   |
| Sevilla FC   | 4  | 3 | 0 | 1 | 21 | 6  | 6   |
| CD Extremeño | 4  | 0 | 0 | 4 | 7  | 33 | 0   |

| CD Extremeño | 2-11 | Sevilla FC |
| ------------ | ---- | ---------- |
|              |      |            |

| Reial Madrid | 9-4 | CD Extremeño |
| ------------ | --- | ------------ |
|              |     |              |

| Sevilla FC | 2-1 | Reial Madrid |
| ---------- | --- | ------------ |
|            |     |              |

| Sevilla FC | 6-0 | CD Extremeño |
| ---------- | --- | ------------ |
|            |     |              |

| CD Extremeño | 1-7 | Reial Madrid |
| ------------ | --- | ------------ |
|              |     |              |

| Reial Madrid | 3-2 | Sevilla FC |
| ------------ | --- | ---------- |
|              |     |            |

- Desempat:

| Reial Madrid | 3-1 | Sevilla FC |
| ------------ | --- | ---------- |
|              |     |            |

 Badajoz

### Grup 2
| Equip        | PJ | G | E | P | GF | GC | Pts |
| ------------ | -- | - | - | - | -- | -- | --- |
| CE Europa    | 4  | 2 | 0 | 2 | 8  | 4  | 4   |
| CE Castelló  | 4  | 2 | 0 | 2 | 4  | 6  | 4   |
| Cartagena FC | 4  | 2 | 0 | 2 | 2  | 4  | 4   |

| Equip        | PJ | G | E | P | GF | GC | Pts |
| ------------ | -- | - | - | - | -- | -- | --- |
| CE Europa    | 2  | 2 | 0 | 0 | 5  | 1  | 4   |
| CE Castelló  | 2  | 1 | 0 | 1 | 3  | 3  | 2   |
| Cartagena FC | 2  | 0 | 0 | 2 | 2  | 6  | 0   |

| CE Castelló | 1-0 | Cartagena FC |
| ----------- | --- | ------------ |
|             |     |              |

| Cartagena FC | 1-0 | CE Europa |
| ------------ | --- | --------- |
|              |     |           |

| CE Europa | 4-1 | CE Castelló |
| --------- | --- | ----------- |
|           |     |             |

| Cartagena FC | 1-0 | CE Castelló |
| ------------ | --- | ----------- |
|              |     |             |

| CE Europa | 3-0 | Cartagena FC |
| --------- | --- | ------------ |
|           |     |              |

| CE Castelló | 2-1 | CE Europa |
| ----------- | --- | --------- |
|             |     |           |

- Lligueta de desempat:

| CE Europa | 3-1 | Cartagena FC |
| --------- | --- | ------------ |
|           |     |              |

 Madrid
| CE Europa | 2-0 | CE Castelló |
| --------- | --- | ----------- |
|           |     |             |

 Madrid
| CE Castelló | 3-1 | Cartagena FC |
| ----------- | --- | ------------ |
|             |     |              |

 Madrid

### Grup 3
| Equip                  | PJ | G | E | P | GF | GC | Pts |
| ---------------------- | -- | - | - | - | -- | -- | --- |
| Sporting de Gijón      | 6  | 5 | 1 | 0 | 25 | 7  | 11  |
| Deportivo de La Coruña | 6  | 3 | 2 | 1 | 18 | 9  | 8   |
| Racing de Santander    | 6  | 1 | 2 | 3 | 16 | 19 | 4   |
| Real Unión Deportiva   | 6  | 0 | 1 | 5 | 9  | 33 | 1   |

| Sporting de Gijón | 4-1 | Deportivo de La Coruña |
| ----------------- | --- | ---------------------- |
|                   |     |                        |

| Real Unión Deportiva | 4-4 | Racing de Santander |
| -------------------- | --- | ------------------- |
|                      |     |                     |

| Racing de Santander | 2-4 | Sporting de Gijón |
| ------------------- | --- | ----------------- |
|                     |     |                   |

| Deportivo de La Coruña | 8-0 | Real Unión Deportiva |
| ---------------------- | --- | -------------------- |
|                        |     |                      |

| Deportivo de La Coruña | 4-1 | Racing de Santander |
| ---------------------- | --- | ------------------- |
|                        |     |                     |

| Real Unión Deportiva | 1-3 | Sporting de Gijón |
| -------------------- | --- | ----------------- |
|                      |     |                   |

| Racing de Santander | 1-1 | Deportivo de La Coruña |
| ------------------- | --- | ---------------------- |
|                     |     |                        |

| Sporting de Gijón | 9-0 | Real Unión Deportiva |
| ----------------- | --- | -------------------- |
|                   |     |                      |

| Deportivo de La Coruña | 1-1 | Sporting de Gijón |
| ---------------------- | --- | ----------------- |
|                        |     |                   |

| Racing de Santander | 6-2 | Real Unión Deportiva |
| ------------------- | --- | -------------------- |
|                     |     |                      |

| Sporting de Gijón | 4-2 | Racing de Santander |
| ----------------- | --- | ------------------- |
|                   |     |                     |

| Real Unión Deportiva | 2-3 | Deportivo de La Coruña |
| -------------------- | --- | ---------------------- |
|                      |     |                        |

### Grup 4
| Equip              | PJ | G | E | P | GF | GC | Pts |
| ------------------ | -- | - | - | - | -- | -- | --- |
| Real Unión         | 4  | 3 | 0 | 1 | 9  | 7  | 6   |
| Athletic de Bilbao | 4  | 3 | 0 | 1 | 7  | 1  | 6   |
| Zaragoza CD        | 4  | 0 | 0 | 4 | 2  | 10 | 0   |

| Athletic de Bilbao | 1-0 | Zaragoza CD |
| ------------------ | --- | ----------- |
|                    |     |             |

| Zaragoza CD | 1-2 | Real Unión |
| ----------- | --- | ---------- |
|             |     |            |

| Real Unión | 1-0 | Athletic de Bilbao |
| ---------- | --- | ------------------ |
|            |     |                    |

| Zaragoza CD | 0-1 | Athletic de Bilbao |
| ----------- | --- | ------------------ |
|             |     |                    |

| Real Unión | 6-1 | Zaragoza CD |
| ---------- | --- | ----------- |
|            |     |             |

| Athletic de Bilbao | 5-0 | Real Unión |
| ------------------ | --- | ---------- |
|                    |     |            |

- Desempat:

| Real Unión | 2-1 | Athletic Bilbao |
| ---------- | --- | --------------- |
|            |     |                 |

 Saragossa

### Grup 5
| Equip        | PJ | G | E | P | GF | GC | Pts |
| ------------ | -- | - | - | - | -- | -- | --- |
| FC Barcelona | 4  | 3 | 0 | 1 | 10 | 3  | 6   |
| València CF  | 4  | 2 | 0 | 2 | 10 | 6  | 4   |
| Real Murcia  | 4  | 1 | 0 | 3 | 4  | 15 | 2   |

| Real Murcia | 2-1 | València CF |
| ----------- | --- | ----------- |
|             |     |             |

| FC Barcelona | 5-0 | Real Murcia |
| ------------ | --- | ----------- |
|              |     |             |

| València CF | 2-0 | FC Barcelona |
| ----------- | --- | ------------ |
|             |     |              |

| València CF | 7-1 | Real Murcia |
| ----------- | --- | ----------- |
|             |     |             |

| Real Murcia | 1-2 | FC Barcelona |
| ----------- | --- | ------------ |
|             |     |              |

| FC Barcelona | 3-0 | València CF |
| ------------ | --- | ----------- |
|              |     |             |

### Grup 6
| Equip           | PJ | G | E | P | GF | GC | Pts |
| --------------- | -- | - | - | - | -- | -- | --- |
| Real Betis      | 4  | 3 | 1 | 0 | 14 | 2  | 7   |
| Athletic Madrid | 4  | 2 | 1 | 1 | 11 | 8  | 5   |
| Patria FC       | 4  | 0 | 0 | 4 | 5  | 20 | 0   |

| Real Betis | 6-0 | Patria FC |
| ---------- | --- | --------- |
|            |     |           |

| Patria FC | 4-6 | Athletic Madrid |
| --------- | --- | --------------- |
|           |     |                 |

| Athletic Madrid | 1-1 | Real Betis |
| --------------- | --- | ---------- |
|                 |     |            |

| Patria FC | 0-5 | Real Betis |
| --------- | --- | ---------- |
|           |     |            |

| Athletic Madrid | 3-1 | Patria FC |
| --------------- | --- | --------- |
|                 |     |           |

| Real Betis | 2-1 | Athletic Madrid |
| ---------- | --- | --------------- |
|            |     |                 |

### Grup 7
| Equip                | PJ | G | E | P | GF | GC | Pts |
| -------------------- | -- | - | - | - | -- | -- | --- |
| Arenas Club de Getxo | 4  | 3 | 0 | 1 | 12 | 6  | 6   |
| Reial Societat       | 4  | 3 | 0 | 1 | 15 | 7  | 6   |
| Iberia SC            | 4  | 0 | 0 | 4 | 2  | 16 | 0   |

| Iberia SC | 0-1 | Arenas Club de Getxo |
| --------- | --- | -------------------- |
|           |     |                      |

| Reial Societat | 5-0 | Iberia SC |
| -------------- | --- | --------- |
|                |     |           |

| Arenas Club de Getxo | 4-2 | Reial Societat |
| -------------------- | --- | -------------- |
|                      |     |                |

| Arenas Club de Getxo | 6-0 | Iberia SC |
| -------------------- | --- | --------- |
|                      |     |           |

| Iberia SC | 2-4 | Reial Societat |
| --------- | --- | -------------- |
|           |     |                |

| Reial Societat | 4-1 | Arenas Club de Getxo |
| -------------- | --- | -------------------- |
|                |     |                      |

- Desempat:

| Arenas Club de Getxo | 2-1 | Reial Societat |
| -------------------- | --- | -------------- |
|                      |     |                |

 Madrid

### Grup 8
| Equip                  | PJ | G | E | P | GF | GC | Pts |
| ---------------------- | -- | - | - | - | -- | -- | --- |
| Celta Vigo             | 6  | 6 | 0 | 0 | 34 | 8  | 12  |
| Gimnástica Torrelavega | 6  | 2 | 1 | 3 | 13 | 16 | 5   |
| Fortuna de Gijón       | 6  | 2 | 0 | 4 | 14 | 22 | 4   |
| CD Español             | 6  | 1 | 1 | 4 | 6  | 21 | 3   |

| Gimnástica Torrelavega | 4-0 | CD Español |
| ---------------------- | --- | ---------- |
|                        |     |            |

| Celta Vigo | 8-2 | Fortuna de Gijón |
| ---------- | --- | ---------------- |
|            |     |                  |

| Fortuna de Gijón | 2-1 | Gimnástica Torrelavega |
| ---------------- | --- | ---------------------- |
|                  |     |                        |

| CD Español | 0-3 | Celta Vigo |
| ---------- | --- | ---------- |
|            |     |            |

| Gimnástica Torrelavega | 1-6 | Celta Vigo |
| ---------------------- | --- | ---------- |
|                        |     |            |

| Fortuna de Gijón | 4-3 | CD Español |
| ---------------- | --- | ---------- |
|                  |     |            |

| Celta Vigo | 5-2 | Gimnástica Torrelavega |
| ---------- | --- | ---------------------- |
|            |     |                        |

| CD Español | 2-1 | Fortuna de Gijón |
| ---------- | --- | ---------------- |
|            |     |                  |

| CD Español | 1-1 | Gimnástica Torrelavega |
| ---------- | --- | ---------------------- |
|            |     |                        |

| Fortuna de Gijón | 3-4 | Celta Vigo |
| ---------------- | --- | ---------- |
|                  |     |            |

| Gimnástica Torrelavega | 4-2 | Fortuna de Gijón |
| ---------------------- | --- | ---------------- |
|                        |     |                  |

| Celta Vigo | 8-0 | CD Español |
| ---------- | --- | ---------- |
|            |     |            |

## Fase final
|  | Quarts de final 17 d'abril, 24 d'abril, 1 de maig | Quarts de final 17 d'abril, 24 d'abril, 1 de maig | Quarts de final 17 d'abril, 24 d'abril, 1 de maig | Quarts de final 17 d'abril, 24 d'abril, 1 de maig | Quarts de final 17 d'abril, 24 d'abril, 1 de maig |   |             | Semifinals 8 de maig | Semifinals 8 de maig | Semifinals 8 de maig | Semifinals 8 de maig | Semifinals 8 de maig |   |  | Final 15 de maig, Torrero, Saragossa | Final 15 de maig, Torrero, Saragossa | Final 15 de maig, Torrero, Saragossa | Final 15 de maig, Torrero, Saragossa | Final 15 de maig, Torrero, Saragossa |  |
|  |                                                   |                                                   |                                                   |                                                   |                                                   |   |             |                      |                      |                      |                      |                      |   |  |                                      |                                      |                                      |                                      |                                      |  |
|  |                                                   | Sporting de Gijón                                 | 3                                                 | 1                                                 | 1                                                 |   |             |                      |                      |                      |                      |                      |   |  |                                      |                                      |                                      |                                      |                                      |  |
|  |                                                   | Real Unión                                        | 2                                                 | 4                                                 | 3                                                 |   |             |                      |                      |                      |                      |                      |   |  |                                      |                                      |                                      |                                      |                                      |  |
|  |                                                   | Real Unión                                        | 2                                                 | 4                                                 | 3                                                 |   | Real Unión  |                      |                      | 2                    |                      |                      |   |  |                                      |                                      |                                      |                                      |                                      |  |
|  |                                                   |                                                   |                                                   |                                                   |                                                   |   | Real Unión  |                      |                      | 2                    |                      |                      |   |  |                                      |                                      |                                      |                                      |                                      |  |
|  |                                                   |                                                   | Reial Madrid                                      |                                                   |                                                   | 0 |             |                      |                      |                      |                      |                      |   |  |                                      |                                      |                                      |                                      |                                      |  |
|  |                                                   | Reial Madrid                                      | Reial Madrid                                      | 2                                                 | 1                                                 | 0 | 8           |                      |                      |                      |                      |                      |   |  |                                      |                                      |                                      |                                      |                                      |  |
|  |                                                   | Reial Madrid                                      |                                                   | 2                                                 | 1                                                 |   | 8           |                      |                      |                      |                      |                      |   |  |                                      |                                      |                                      |                                      |                                      |  |
|  |                                                   | CE Europa                                         | 0                                                 | 4                                                 | 1                                                 |   |             |                      |                      |                      |                      |                      |   |  |                                      |                                      |                                      |                                      |                                      |  |
|  |                                                   |                                                   |                                                   |                                                   |                                                   |   |             |                      |                      | Real Unión           |                      |                      | 1 |  |                                      |                                      |                                      |                                      |                                      |  |
|  |                                                   |                                                   |                                                   |                                                   |                                                   |   |             |                      |                      |                      |                      |                      | 1 |  |                                      |                                      |                                      |                                      |                                      |  |
|  |                                                   |                                                   | Arenas Club                                       |                                                   |                                                   | 0 |             |                      |                      |                      |                      |                      |   |  |                                      |                                      |                                      |                                      |                                      |  |
|  |                                                   | Arenas Club                                       | Arenas Club                                       | 3                                                 | 1                                                 | 0 | 3           |                      |                      |                      |                      |                      |   |  |                                      |                                      |                                      |                                      |                                      |  |
|  |                                                   | Arenas Club                                       |                                                   | 3                                                 | 1                                                 |   | 3           |                      |                      |                      |                      |                      |   |  |                                      |                                      |                                      |                                      |                                      |  |
|  |                                                   | Celta de Vigo                                     | 1                                                 | 3                                                 | 2                                                 |   |             |                      |                      |                      |                      |                      |   |  |                                      |                                      |                                      |                                      |                                      |  |
|  |                                                   | Celta de Vigo                                     | 1                                                 | 3                                                 | 2                                                 |   | Arenas Club |                      |                      | 4                    |                      |                      |   |  |                                      |                                      |                                      |                                      |                                      |  |
|  |                                                   |                                                   |                                                   |                                                   |                                                   |   | Arenas Club |                      |                      | 4                    |                      |                      |   |  |                                      |                                      |                                      |                                      |                                      |  |
|  |                                                   |                                                   | FC Barcelona                                      |                                                   |                                                   | 3 |             |                      |                      |                      |                      |                      |   |  |                                      |                                      |                                      |                                      |                                      |  |
|  |                                                   | FC Barcelona                                      | FC Barcelona                                      | 4                                                 | 0                                                 | 3 | 1           |                      |                      |                      |                      |                      |   |  |                                      |                                      |                                      |                                      |                                      |  |
|  |                                                   | FC Barcelona                                      |                                                   | 4                                                 | 0                                                 |   | 1           |                      |                      |                      |                      |                      |   |  |                                      |                                      |                                      |                                      |                                      |  |
|  |                                                   | Real Betis                                        | 1                                                 | 1                                                 | 0                                                 |   |             |                      |                      |                      |                      |                      |   |  |                                      |                                      |                                      |                                      |                                      |  |

## Quarts de final

### Anada
| Sporting Gijón | 3-2 | Real Unión |
| -------------- | --- | ---------- |
|                |     |            |

| Reial Madrid | 2-0 | CE Europa |
| ------------ | --- | --------- |
|              |     |           |

| Arenas Club de Getxo | 3-1 | Celta Vigo |
| -------------------- | --- | ---------- |
|                      |     |            |

| FC Barcelona | 4-1 | Real Betis |
| ------------ | --- | ---------- |
|              |     |            |

### Tornada
| Real Unión | 4-1 | Sporting Gijón |
| ---------- | --- | -------------- |
|            |     |                |

| CE Europa | 4-1 | Reial Madrid |
| --------- | --- | ------------ |
|           |     |              |

| Celta Vigo | 3-1 | Arenas Club de Getxo |
| ---------- | --- | -------------------- |
|            |     |                      |

| Real Betis | 1-0 | FC Barcelona |
| ---------- | --- | ------------ |
|            |     |              |

### Desempat
| Real Unión | 3-1 | Sporting Gijón |
| ---------- | --- | -------------- |
|            |     |                |

 Santander
| Reial Madrid | 8-1 | CE Europa |
| ------------ | --- | --------- |
|              |     |           |

 Saragossa
| Arenas Club de Getxo | 3-2 | Celta Vigo |
| -------------------- | --- | ---------- |
|                      |     |            |

 Madrid
| FC Barcelona | 1-0 | Real Betis |
| ------------ | --- | ---------- |
|              |     |            |

 Madrid

## Semifinals
| Real Unión | 2-0 | Reial Madrid |
| ---------- | --- | ------------ |
|            |     |              |

 Saragossa
| Arenas Club de Getxo | 1-0 | FC Barcelona |
| -------------------- | --- | ------------ |
|                      |     |              |

 Saragossa

## Final
| Real Unión     | 1 - 0 (pr.) | Arenas Club de Getxo |
| -------------- | ----------- | -------------------- |
| Echeveste 117' |             |                      |

## Campió
| Campions de la Copa d'Espanya 1927 |
| ---------------------------------- |
| Real Unión de Irún 4t títol        |